# Onderstromingstheorie
De onderstromingstheorie is een wetenschappelijke theorie in de geologie uit de eerste helft van de 20e eeuw. De theorie is tegenwoordig onderdeel van de theorie van platentektoniek, die delen van de onderstromingstheorie heeft opgenomen.
De theorie werd onder andere ontwikkeld door de Oostenrijkse geoloog Otto Ampferer (1875 - 1947). Ampferer bestudeerde de geologie van de Alpen en stelde vast dat deze door grootschalige horizontale overschuivingen wordt gedomineerd. De op dat moment geldende theorie over gebergtevorming, de geosynclinetheorie, voorspelde vooral verticale tektonische bewegingen tijdens de vorming van gebergtes. De onderstromingstheorie stelt dat zich onder de lithosfeer vloeibare magma bevindt waarin zich convectiestroming voordoet. De stroming onder de lithosfeer door zorgt ervoor dat de erboven gelegen korst horizontaal kan bewegen. Waar de magma uit elkaar stroomt beweegt de korst uit elkaar en vindt korstextensie plaats, waar de magma naar elkaar stroomt ontstaan in de bovengelegen korst overschuivingen.
Inmiddels neemt geen enkele geleerde meer aan dat de onder de lithosfeer gelegen asthenosfeer vloeibaar is. Het materiaal in de asthenosfeer kan echter plastisch vervormen waardoor er toch stroming plaatsvindt, zij het met veel lagere snelheden dan indien het materiaal vloeibaar zou zijn. De grote tijdschaal waarmee gebergtevorming plaatsvindt, valt echter goed met plastische stroming in de asthenosfeer te verklaren.
De onderstromingstheorie kan niet alle tektonische verschijnselen verklaren. Zo vindt korstextensie volgens de theorie alleen plaats op plekken waar de onderliggende asthenosfeer uit elkaar beweegt (zoals bij bijvoorbeeld actief riften). Extensie kan echter ook door isostasie plaatsvinden (bijvoorbeeld bij passief riften of orogene ineenstorting).